# Blechnum rheophyticum
Blechnum rheophyticum är en kambräkenväxtart som beskrevs av Robbin C. Moran. Blechnum rheophyticum ingår i släktet Blechnum och familjen Blechnaceae. Inga underarter finns listade.